# Adélard Godbout
Joseph-Adélard Godbout (24 de septiembre de 1892 - 18 de septiembre de 1956) fue un político y agrónomo canadiense. Fue primer ministro del Quebec brevemente en 1936, y de nuevo entre 1939 y 1944. Fue igualmente el jefe del Partido Liberal del Quebec (PLQ).

## Biografía
Adélard Godbout nació en Saint-Éloi, en el condado de Témiscouata, en el Quebec. Era hijo de Eugène Godbout, granjero y diputado del Partido Liberal del Quebec entre 1921 y 1923, y de Marie-Louise Duret. Realizó sus primeros estudios en el Seminario de Rimouski, la Escuela de Agricultura de Sainte-Anne-de-la-Pocatière y el Amherst College, en el estado estadounidense de Massachusetts. Fue profesor en la Escuela de Agricultura de Sainte-Anne-de-la-Pocatière entre 1918 y 1930, y ejerció como agrónomo para el Ministerio de Agricultura entre 1922 y 1925.
Fue elegido sin oposición en las listas del Partido Liberal en la circunscripción de L'Islet en las elecciones parciales del 13 de mayo de 1929, siendo posteriormente reelegido en 1931 y 1935. Ocupó el cargo de Ministro de Agricultura del Quebec en el Gobierno del primer ministro quebequés Louis-Alexandre Taschereau entre el 27 de noviembre de 1930 y el 27 de junio de 1936.
Godbout pasó a ser primer ministro del Quebec tras la dimisión de Louis-Alexandre Taschereau, el 27 de junio de 1936. Tocado por los escándalos de la administración de Taschereau, perdió las legislativas quebequesas de agosto de 1936 ante la Unión Nacional del Quebec (Union Nationale) de Maurice Duplessis, lo que puso fin a 39 años (entre 1897 y 1936) de ininterrumpidos gobiernos liberales. Aunque también perdió su escaño en la Asamblea de Quebec, Godbout se mantivo como líder del Partido Liberal, regresando al poder tras ganar las elecciones quebequesas de 1939.
Durante su mandato el Gobierno de Godbout aprobó una legislación sin precedentes en la historia de Quebec, que concedieron el Sufragio femenino, convirtieron en obligatoria la escolarización hasta los 14 años de edad e instauraron la gratuidad de la enseñanza primaria. Su Gobierno adoptó igualmente un nuevo Código Laboral que afirmaba específicamente el derecho de los trabajadores a la libertad sindical, y nacionalizó las compañías eléctricas en Montreal para crear Hydro-Québec, la institución pública que sería ampliamente extendida por René Lévesque y por el Gobierno de Jean Lesage durante la Révolution tranquille.
En las elecciones generales de 1944, fue derrotado nuevamente por Maurice Duplessis, a pesar de que su partido obtuviese mayor número de votos que su rival. Fue acusado de haber apoyado la instauración del Servicio militar obligatorio por el primer ministro canadiense William Lyon Mackenzie King, motivado por la participación canadiense en la Segunda Guerra Mundial
Se mantuvo como jefe de la oposición hasta las legislativas de Quebec de 1948, en las que perdió en su propia circunscripción, aunque por escaso margen. En 1949, Godbout fue nombrado senador de Canadá por recomendación del primer ministro canadiense Louis Saint-Laurent. Fue senador hasta su fallecimiento en 1956. Fue enterrado en el cementerio de Frelighsburg,
Con John Jones Ross, René Lévesque y Jacques Parizeau, Adélard Godbout es uno de los únicos primeros ministros de la historia de Quebec que no tenían la profesión de abogados.

## Legado
Los historiadores hoy reconocen en las acciones de Adélard Godbout importantes precedentes progresistas, así como los fundamentos de la Révolution tranquille. Sin embargo se le ha criticado su posición débil en temas autonómicos y en los aspectos del nacionalismo quebequés.
Por ejemplo, aceptó el traspaso constitucional de los temas relativos al seguro de desempleo hacia el gobierno federal en 1940, al igual que un acuerdo sobre temas impositivos en el período de la Segunda Guerra Mundial que cercenó la autonomía fiscal de las provincias canadienses. La explicación habitual invoca la imposibilidad para el equipo de Godbout de desafiar al Gobierno de William Lyon Mackenzie King, habida cuenta de la masiva ayuda otorgada al PLQ por el partido de Mackenzie King en las elecciones quebequenses de 1939. Otros historiadores, sin embargo, explican su actitud como motivada por las propias necesidades de la guerra.
Godbout es uno de los primeros ministros quebequeses menos conocidos, a pesar de las realizaciones que se le atribuyen. En el 2000, un documental sobre él titulado Traître ou patriote (Traidor o patriota) y analizando este fenómeno estaba dirigido por el reputado director Jacques Godbout, hijo de su primo hermano Fernand Godbout.